# وليام ماسي
كان وليام فيرجسون ماسي (26 مارس 1856-10  مايو 1925)، العضو في المجلس الخاص للمملكة المتحدة، والمعروف باسم بيل ماسي، سياسيًا شغل منصب رئيس وزراء نيوزيلندا التاسع عشر منذ مايو 1912 إلى مايو 1925. كان ماسي الزعيم المؤسس لحزب الإصلاح، ثاني حزب سياسي منظم في نيوزيلندا، وذلك منذ عام 1909 حتى وفاته.
وُلد ماسي في مقاطعة لندنديري (وهي الآن أيرلندا الشمالية). بعد أن هاجر ماسي إلى نيوزيلندا في عام 1870، عمل في الزراعة بالقرب من أوكلاند (وحصل في وقت لاحق على لقب المزاع بيل) وتولى قيادة منظمات المزارعين. دخل البرلمان في عام 1894 باعتباره محافظًا، وفي الفترة منذ عام 1894 إلى عام 1912 كان زعيمًا للمعارضة المحافظة ضد وزارتي ريتشارد سيدن وجوزيف وارد الليبرالية. أصبح ماسي أول رئيس وزراء لحزب الإصلاح بعد أن قاد مقترحًا ناجحًا بسحب الثقة من الحكومة الليبرالية. طوال حياته السياسية، عُرف ماسي بالدعم الخاص الذي قدمه للمصالح الزراعية، فضلًا عن معارضته للعمل المنظم. تعهد ماسي بدعم نيوزيلندا لبريطانيا خلال الحرب العالمية الأولى.
قاد ماسي حزبه الإصلاحي خلال أربعة انتخابات، على الرغم من أن انتخابات عام 1919 هي وحدها التي انتصر فيها انتصارًا حاسمًا على كل الأحزاب الأخرى. بعد تدهور حالته الصحية السيئة في فترة ولايته الرابعة، توفي ماسي وهو يشغل منصبه. يُعد ماسي، بعد ريتشارد سيدن، ثاني أطول رئيس وزراء في نيوزيلندا خدمة.

## النشأة
وُلد ماسي سنة 1856 لعائلة بروتستانتية تعمل في الزراعة، ونشأ في مدينة ليمافادي بمقاطعة لندنديري في أيرلندا. كان والده جون ماسي ووالدته ماريان فرجسون (أو ماري آن بدلًا من ماريان) مزارعين مستأجرين، وكانوا يملكون أيضًا عقارًا صغيرًا. وصلت عائلته إلى نيوزيلندا في 21 أكتوبر 1862 على متن سفن الإمبراطورية الهندية كمستوطنين غير شرعيين، مع بقاء ماسي في أيرلندا لمدة ثماني سنوات أخرى لإكمال تعليمه. بعد وصوله في 10 ديسمبر 1870 إلى مدينة أوكلاند، عمل ماسي كمزارع لعدة سنوات قبل أن يشتري مزرعته الخاصة في مانيري، جنوب أوكلاند، سنة 1876. في سنة 1882، تزوج ماسي كريستينا آلان بول، وهي ابنة لجاره. أنجب ماسي من زوجه سبعة أطفال.

## بداية العمل السياسي
أصبح ماسي بمرور الوقت أكثر شهرة في مجتمعه. يرجع هذا جزئيًا إلى مشاركته المدنية في مجلس المدارس، والمناقشات المجتمعية، والجمعيات الزراعية. بسبب بروزه في هذه الدوائر، انخرط في الجدل السياسي، فعمل باسم المحافظين الريفيين ضد حكومة الحزب الليبرالي لجون بالانس. كان وليام ماسي عضوًا في تنظيم أورانج وأودفيلوز والماسونية، وقد تبنى الأفكار الإسرائيلية البريطانية.
في عام 1893 ترشح ماسي للانتخابات العامة عن دائرة فرانكلين الانتخابية، وخسر أمام المرشح الليبرالي بنجامين هاريس. في أوائل سنة 1894 دُعي إلى خوض انتخابات فرعية في دائرة وايتماتا المجاورة له، وانتصر فيها. في انتخابات عام 1896 ترشح عن دائرة فرانكلين التي مثلها حتى وفاته في عام 1925.

## الأسرة
مُنحت أرملته، كريستينا، وسام سيدة الصليب الأكبر (جي بي إي) سنة 1926، أي بعد عام واحد من وفاته.
أصبح اثنان من أبنائه نائبين في البرلمان عن حزب الإصلاح: جاك (1885-1964 )، الذي مثل دائرة والده الانتخابية فرانكلين منذ عام 1928 إلى عام 1935، ومنذ عام 1938 إلى عام 1957 كمرشح قومي، ووالتر وليام (1882-1959)، الذي مثّل دائرة هوراكي منذ عام 1931 إلى عام 1935.
جُند ابنه فرانك جورج ماسي (1887 -1975 ) في الحرب العالمية الأولى، وانتقل إلى الحملة العسكرية البريطانية حيث قاد كتيبة بوصفه رائدًا.